# Bello...
Bello... è un album del cantante Wess, pubblicato dall'etichetta discografica Durium nel 1977.
L'album è prodotto dallo stesso artista con Natale Massara, che dirige l'orchestra e cura gli arrangiamenti di tutti i brani ad eccezione di Tu ed io, al quale collabora invece Gian Piero Reverberi.
Dal disco vengono tratti i singoli Good Time/Carrie e, l'anno seguente, Molte piogge fa/Filamenti sonori.

## Tracce

### Lato A
1. Amore senza amore
2. Amami (Where You Been)
3. Carrie
4. Tu ed io
5. Good Time

### Lato B
1. Bello...
2. Filamenti sonori
3. Fallo prima tu
4. Se non fossi matto (Undercover Angel)
5. Molte piogge fa (Many Rains Ago)